# O Encontro Marcado
O encontro marcado é um romance escrito por Fernando Sabino.

## Sinopse
Em O encontro marcado, o protagonista Eduardo Marciano está numa efetiva busca existencial. Estruturado em duas partes (“A procura” e “O encontro”), divididas em três subpartes (Em “A procura”: “O ponto de partida”, “A geração espontânea”, “O escolhido”; em “O encontro”: “Movimentos simulados”, “O afogado”, “A viagem”), o romance faz um percurso pela vida do protagonista. Figuram na obra temas precisos - alguns deles característicos do gênero autobiográfico - tais como: o ciclo da infância, a escola, a iniciação sexual, o primeiro namoro, a natação, o casamento, os amigos Mauro e Hugo (representativos de uma geração), os novos círculos de amizade e de intelectualidade, durante os anos 40 em Belo Horizonte e no Rio de Janeiro.

## Curiosidades
O personagem Eduardo, do romance O encontro marcado, foi construído num determinado momento do percurso literário do escritor mineiro Fernando Sabino; é no personagem Eduardo que o autor acaba por projetar suas inquietações, impasses e, sobretudo, seus posicionamentos acerca da literatura e do modo de fazê-la. De acordo com Costa (2007), em 1956, ano de publicação do romance, Sabino tinha trinta anos, morava sozinho e sentia a necessidade de se questionar quanto à sua formação.
Nas cartas de Fernando Sabino para Clarice Lispector, coligidas no volume Cartas perto do coração (2001), o escritor relata que o romance foi publicado pela Civilização Brasileira, dirigida pelo editor Ênio Silveira. Hoje, a editora faz parte do grupo editorial Record, responsável pelas edições das obras de Sabino. A publicação de O encontro marcado inaugurou a Coleção Vera Cruz de Literatura Brasileira.